# Abdelwasi al-Matari
Abdelwasi al-Matari, Abdulwasea Al-Matari (arab. عبد الواسع المطري, Abd al-Wāsi al-Matarī; ur. 4 lipca 1994 w Sanie) – jemeński piłkarz grający na pozycji pomocnika w klubie Sitra Club oraz reprezentacji Jemenu.

## Kariera
Karierę rozpoczynał w klubie Al-Yarmuk Al-Rawda z Sany. W 2015 wyjechał do Omanu i występował w barwach Al-Orouba SC. W 2018 przeniósł się do Dibba Al-Hisn SC ze Zjednoczonych Emiratów Arabskich. PO roku powrócił do Omanu i grał w klubach takich jak: Al-Nahda Al-Burajmi czy Al-Nasr Salala. Od 2023 występuje w bahrajńskim klubie Sitra Club.
W reprezentacji Jemenu zadebiutował 15 listopada 2013 w meczu z Katarem. Pierwszą bramkę zdobył 12 marca 2015 przeciwko Pakistanowi. Znalazł się w kadrze Jemenu na Puchar Azji 2019.